# Baursak
Baursak é um pão frito, típico do Cazaquistão, que nunca falta no dastarkhan, podendo mesmo substituir outro tipo de pão. 
Para o preparar faz-se uma massa de farinha com levedura, ovos e sal, e aquece-se em banho-maria até que duplique o volume; nessa altura, tira-se a massa da água e tendem-se bolas que se fritam em óleo. 
Outras receitas incluem leite e manteiga na massa, que não é “cozida”, mas deixada descansar coberta até levedar. 

## Quirguistão
No Quirguistão, os "boorsok", normalmente com uma forma de losangos, também não devem faltar sobre o "dastorkon", o pano estendido no solo onde os quirguizes servem a comida, principalmente durante uma celebração. 